# Pitekunsaurus macayai
Il pitekunsauro (Pitekunsaurus macayai) è un dinosauro erbivoro appartenente ai sauropodi. Visse nel Cretaceo superiore (Campaniano, circa 75 milioni di anni fa) e i suoi resti fossili sono stati ritrovati in Argentina. 

## Classificazione
Questo dinosauro è noto grazie a resti comprendenti vertebre dorsali, caudali e cervicali, ulna e scapola destre, parte di un femore sinistro, parte di un cranio (inclusa la scatola cranica), un dente e frammenti di costole. Descritto per la prima volta nel 2008, è stato ascritto al gruppo dei titanosauri, un grande gruppo di sauropodi molto diffusi nel Cretaceo nei continenti meridionali. Le vertebre della coda possedevano due tipi di articolazione diversi: uno con entrambe le facce articolari concave (anficelo) e l'altro biconvesso; questa particolare morfologia fa supporre che questo animale fosse strettamente imparentato con Rinconsaurus caudamirus, un altro titanosauro vissuto nella stessa zona dalle caratteristiche simili, e suggerisce che la morfologia caudale dei titanosauri fosse molto più complessa e variegata di quanto in precedenza sospettato. Il nome Pitekunsaurus deriva dalla parola Mapudungun pitekun ("scoprire"), mentre l'epiteto specifico si riferisce a un esploratore di una compagnia petrolifera, Luis Macaya, che rinvenne i fossili nell'aprile del 2004.